# Andrologie
L'andrologie (du grec ancien : ἀνδρός / andrós, génitif de ἀνήρ / anếr, « homme ») est la spécialité médicale qui s'occupe de la santé masculine, en particulier pour les problèmes de l'appareil reproducteur masculin et les problèmes urologiques particuliers aux individus mâles. La gynécologie s'occupe des aspects médicaux de la femme.

## Description
Les procédures médicales et chirurgicales lié à l'andrologie comprennent des interventions en rapport avec le système génito-urinaire masculin, tels :
- balanite
- cancer du pénis
- cancer de la prostate
- cancer des testicules
- cryptorchidie
- épispadias
- épididymite
- fracture pénile
- frenulum breve
- hydrocèle
- hypospadie
- impuissance sexuelle
- maladie de La Peyronie
- micropénis
- orchite
- paraphimosis
- phimosis
- prostatite
- spermatocèle
- stérilité

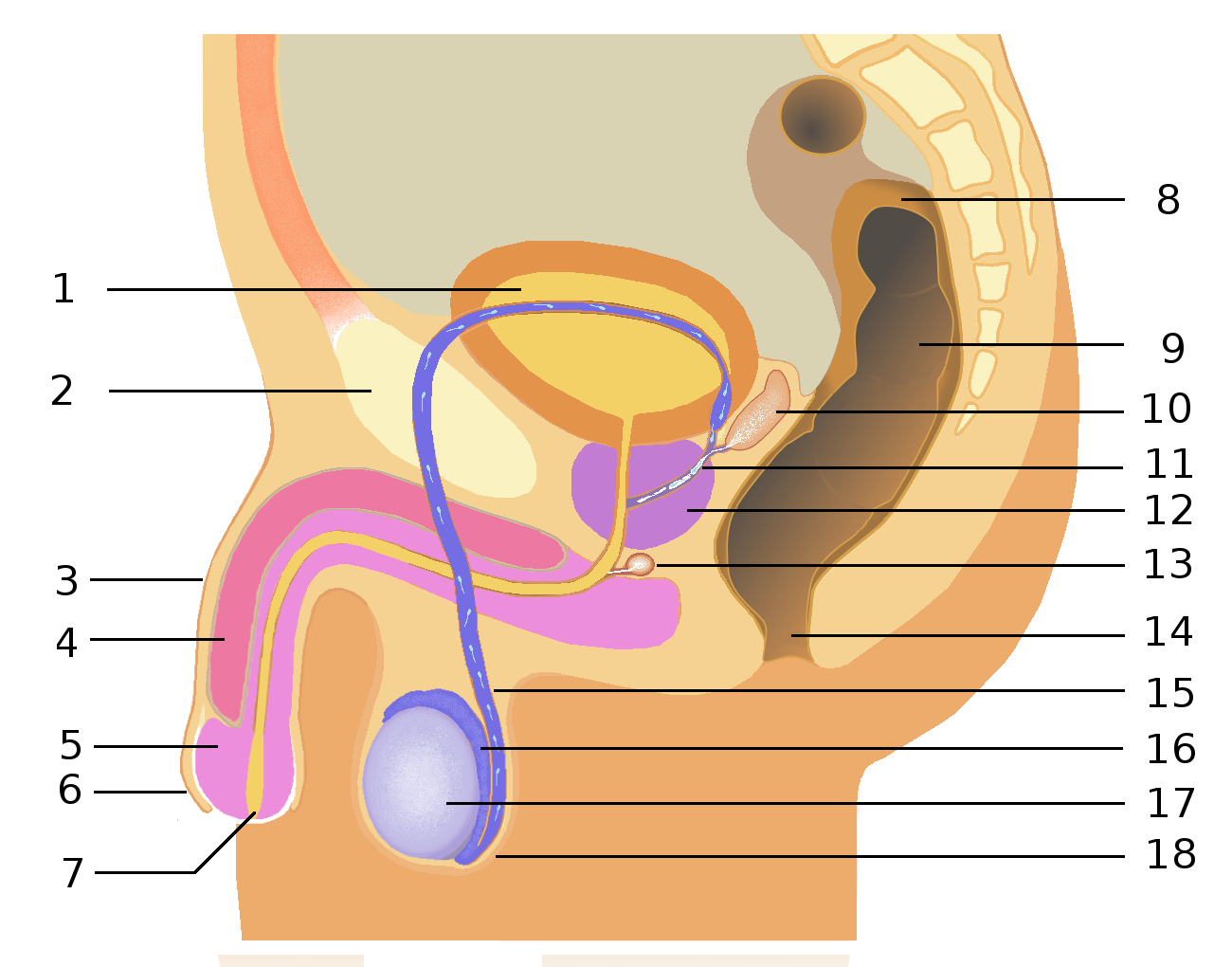
Organes génitaux masculins : 1. Vessie 2. Symphyse pubienne (os pubien) 3. Pénis 4. Corps caverneux 5. Gland 6. Prépuce 7. Méat urétral 8. Côlon sigmoïde 9. Rectum 10. Vésicule séminale 11. Canal éjaculateur 12. Prostate 13. Glande de Cowper 14. Anus 15. Canal déférent 16. Épididyme 17. Testicule 18. Scrotum

- Syndrome de dysgénésie testiculaire
- testicule ectopique
- torsion testiculaire
- varicocèle
- vasectomie
- vasovasostomie

## Histoire
L'histoire de l'andrologie comme une science de la masculinité équivalente à la gynécologie se distingue de son pendant féminin. Là où la gynécologie est une spécialité médicale dès la fin du XIXe siècle, il faut attendre la seconde moitié du XXe siècle pour voir émerger l'andrologie. Le terme d’andrologie est employé dès les années 1830 en Allemagne pour désigner les maladies des organes reproducteurs masculins,. En 1891, une Section d'andrologie est créée est présentée au Congrès des médecins et chirurgiens américains mais cette initiative de quelques médecins souhaitant se concentrer sur les organes génitaux masculins est moquée par les confrères, elle n'a pas de suite.
Au début du XXe siècle, d'autres médecins tentent de développer cette spécialité au Royaume-Uni et au Brésil, sans succès néanmoins. La première chaire clinique d’andrologie est créée en 1936 et attribuée au sexologue brésilien José de Albuquerque à l’Universidade do Distrito Federal. José de Albuquerque démissionne quelques années plus tard sous les pressions d'un nouveau recteur conservateur et des pressions de l’Église catholique. De 1932 à 1938, il publie la revue Jornal de Andrologia.
En 1951, le gynécologue allemand Harald Siebke (de), spécialiste de l’infertilité conjugale, réinvente le terme d’andrologie qu’il définit comme une nouvelle branche spécialisée sur l’infertilité masculine. Il faut attendre la fin des années 1960, pour voir l'andrologie se développer en tant que science clinique indépendante. En 1967, Carl Schirren dermatologue allemand et spécialiste des maladies vénériennes, fonde avec des gynécologues la section andrologie au sein de la Société allemande pour l'étude de la fertilité et de la stérilité. L'andrologie prend son essor à partir des années 1970 avec la création de l'Association nordique d'andrologie en 1973, l'American Society of Andrology et la Société allemande d'andrologie en 1975.
Pour la France, la Société d'Andrologie de Langue Française est créée en 1982.